# مجمل التواریخ و القصص

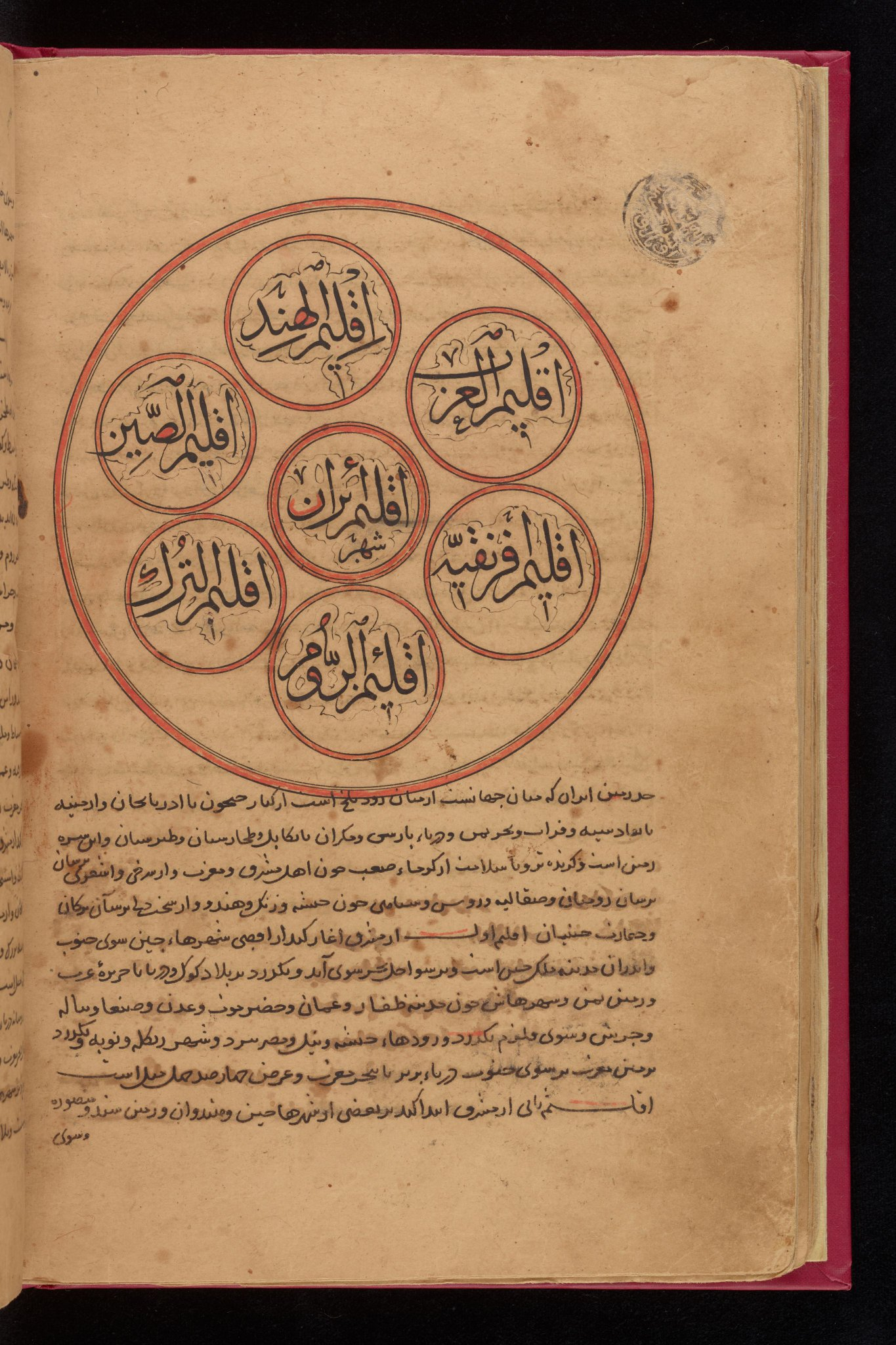
برگی از کتاب که ضمنِ اقلیم‌بندیِ جهان در آن نوشته: حد زمین ایران که میان جهان است، از میان رود بلخ است، از کنار جیحون تا آذربایجان و ارمنیه تا به قادسیه، و فرات و بحر یمن و دریای پارس و مکران تا به کابل و تخارستان و تبرستان؛ و این سرهٔ زمین است (بهترین زمین است)...

مُجمَل التواریخ و القصص کتابی است از نویسنده‌ای ناشناخته، به زبان فارسی دربارهٔ تاریخ جهان از زمان خلقت تا ۵۲۰ قمری - تألیف کتاب هم در همین سال یا اندکی پس از آن بوده‌است. نثر کتاب به نسبت زمان نگارش کهن و نزدیک به نثر عهد سامانی است. از احوال نویسنده این قدر مشخص است که اهل اسدآباد همدان یا حوالی آن بوده‌است. برخی نام نویسنده این کتاب را با توجه به این‌که به نسبِ جدش در جایی از کتاب اشاره کرده‌است «مُهلّب بن محمد بن شادی اسدآبادی» می‌دانند. اما به نظر می‌رسد که او تاریخ‌نگاری قابل اعتماد بوده‌است، زیرا از همه آثار پیش از خود که در دسترسش بوده، استفاده کرده و به بررسی و داوری دربارهٔ آنها نیز پرداخته‌است. این مورخ ناشناس در مقدمهٔ کتابش، فهرست همه آثاری را که از آنها استفاده کرده آورده‌است، برخی از این کتاب‌ها در گذر زمان از بین رفته‌اند و ما به آنها دسترسی نداریم. به نظر می‌رسد محتوای این متونی را که در مجمل‌التواریخ فراهم آمده‌اند نمی‌توان از منابع دیگر فارسی و عربی مربوط به سده‌های میانه به دست آورد.
سه دست‌نوشته از این کتاب در دست است که در قرن‌های هشتم (نسخهٔ برلین)، نهم (نسخهٔ پاریس) و یازدهم نوشته شده‌اند.
نسخه چاپی کتاب مجمل التواریخ و القصص نخستین بار به سال ۱۳۱۸ توسط محمدتقی بهار تهیه شد. در این چاپ نسخهٔ پاریس مبنا قرار گرفته‌است. بعدها سیف‌الدین نجم‌آبادی و زیگفرید وبر یک تصحیح و اکبر نحوی نیز تصحیح دیگری از این کتاب منتشر کردند.